# Схиммел, Хендрик Ян
Хендрик Ян Схиммел (нидерл. Hendrik Jan Schimmel; 30 июня 1823, Гравеланд — 14 ноября 1906, Бюссюм) — нидерландский поэт и прозаик. Датой его рождения в некоторых источниках указаны также 1824 или 1825 годы.
Родился в деревне Гравеланд (ныне — в составе общины Вейдемерен, провинция Северная Голландия), где его отец был нотариусом и обер-бургомистром. С 1836 по 1842 год работал помощником своего отца, затем, после его смерти, служил в голландском казначействе в Амстердаме, а с 1849 года занимал должность в Голландской торговой компании. В 1863 году был назначен главой Кредитной ассоциации Амстердама. Последние годы своей жизни активно занимался спиритическими исследованиями.
Написал много драм: «Twee Tudors» (1847); «Joan Woutersz» (1847); «Gondebald» (1848); «Giovanni di Procida» (1849); «Napoleon Buonaparte, eerste konsul» (1851); «Struensee» (1868); «Juffrouw Bos» (1878) и других, имевших большой успех и вышедших в 1885 году отдельным изданием под заглавием «Dramatische poezij» (3 тома). Он также написал «Verspreide gedichten» (1852; 2-е издание — 1874); «Sprokcn en Vertellingen» (1855) и целый ряд романов, преимущественно исторических. Главнейшие из них: «Een Haagsche Joffer» (1856); «Mary Hollis» (1860); «Mylady Carlisle» (1864); «Sinjeur Semeyns» (1873); «Verzoend» (1882); «De Kaptein van de Lijfgarde» (1888).